# Robert Taylor (architetto)
Robert Taylor (Woodford, 1714 – Londra, 27 settembre 1788) è stato un architetto inglese, molto noto ai suoi tempi.

## Biografia
Nato nell'Essex, Taylor seguì le orme paterne ed iniziò a lavorare come scultore di pietra, e fu allievo di Sir Henry Cheere. Nonostante alcune importanti commissioni  (compreso il busto del mercante londinese Christopher Emmott (morto nel 1745), oggi sito nella chiese di St Bartholomew a Colne nel Lancashire), egli amò realizzare piccole opere ed indirizzò i suoi interessi verso l'architettura, dove grazie al suo talento ed al duro lavoro, divenne uno dei più rinomati architetti del suo tempo.
Fra i suoi primi progetti vi fu Asgill House (nota allora come Richmond Place), costruita per un ricco banchiere, Sir Charles Asgill, I baronetto, a Richmond upon Thames (intorno al 1760), e vicina a Oak House. 
Nel 1769 succedette a Sir William Chambers come architetto dell'Office of Works.
Dopo aver costruito Asgill House, venne nominato architetto della Bank of England, carica che mantenne fino alla sua morte. Essa ebbe una causa banale, morì infatti per le conseguenze di un raffreddore preso al funerale del suo amico Asgill, nel settembre 1788. Nell'incarico di architetto della Bank of England gli successe Sir John Soane.
Fra i suoi allievi figurarono grandi architetti come John Nash, George Byfield e William Pilkington.
Egli ebbe un figlio, Michael Angelo Taylor (1757–1834), che divenne un politico del partito Whig nel corso degli anni 1830. Padre e figlio vennero entrambi sepolti nella chiesa di St Martin-in-the-Fields sita a Trafalgar Square a Londra.
Dal 1789 fino alla sua morte, Sir Robert fu vice presidente del Foundling Hospital, una organizzazione caritatevole dedicata all'assistenza dei bambini abbandonati della città di Londra. La Taylor Institution dell'Università di Oxford, centro per lo studio delle lingue europee medioevali e moderne, prese il suo nome a seguito di un lascito che Sir Robert dispose "per la costituzione di fondazione per il miglioramento dell'insegnamento delle lingue europee". La somma venne inizialmente investita e gli interessi impiegati a coprire i costi di esercizio.
La Sir Robert Taylor Society è un organismo che si propone di portare insegnanti di lingue moderne e professori, di Università straniere, in lingue medioevali e moderne, all'Università di Oxford. Una volta l'anno viene tenuto un seminario in cui si discute sulla letteratura e la cultura delle comunità le cui lingue sono insegnate presso la facoltà di Oxford. Nella stessa occasione si esamina l'andamento delle immatricolazioni nei vari corsi di lingue dell'ateneo.

## Opere
Fra le sue opere più importanti si ricordano:
- Harleyford House, vicino Marlow, Buckinghamshire (1755)
- Barlaston Hall, Staffordshire (1756–1758)
- Trewithan House, Cornwall (1763–1764)
- Danson House, Bexley, Kent (1760–1768)
- Modifiche a Bayley Park, Heathfield, Sussex (1766)
- Chute Lodge, vicino Devizes, Wiltshire (1768)
- Kevington Hall, vicino Orpington, Kent (1767–1769)
- Swinford Bridge, sul Tamigi a Eynsham (1769), oltre a Maidenhead Bridge (1777)
- Beckenham Place, Kent (1773)
- Clermont Lodge, Norfolk (1769–1775)
- Ely House, Dover Street, Mayfair, Londra (1773–1776)
- 14 case a Grafton Street, Londra
- Campanile di St Peter's Church, Wallingford (1777)
- Gorhambury Manor, St Albans (1777)
- Heveningham Hall (1778)
- Modifiche a 10 Downing Street, Londra (c. 1780)
- The Oaks, Carshalton, Surrey (c.1782)
- Modifiche a The Grove, Chandler's Cross, Hertfordshire
- Belfast Assembly Rooms, Belfast, Irlanda del Nord
- Municipio di Salisbury.
- Northmet House a Cannon Hill (oggi Southgate House), vicino Arnos Grove, a nord di Londra
- Purbrook Park nell'Hampshire fu uno dei primi restauri di un atrium romano in Inghilterra.